# Alfred Kastler
Alfred Kastler (Guebwiller, 3. svibnja 1902. – Bandol, 7. siječnja 1984.), francuski fizičar. Bio je profesor na École normale supérieure u Parizu od 1941., član Francuske akademije znanosti od 1964. Proučavao je pojave spektroskopije. Usavršio metodu takozvanog optičkoga pumpanja, koje omogućuje inverziju populacije elektrona u atomu. Taj je postupak široko primijenjen u konstrukciji masera, lasera, vrlo osjetljivih magnetometara i atomskoga sata. Kastler je 1966. dobio Nobelovu nagradu za fiziku. Poznat je i kao borac protiv nuklearnoga naoružanja i kolonijalnih ratova.

## Optičko pumpanje
Optičko pumpanje je prevođenje elektrona na višu energetsku razinu obasjavanjem atoma ili molekula u plinovitom, tekućem ili čvrstome stanju fotonima određene energije. Primjenjuje se i bitno je za rad lasera i masera, kod kojih se unutar sustava održava stalna popunjenost viših energetskih razina (takozvana inverzija populacije) s kojih se elektroni spontano vraćaju u osnovno stanje emisijom monokromatskoga koherentnog zračenja.

### Energijske razine
Energijske razine su bliske diskretne razine (nivoi) energije u nekom izoliranom sustavu (atom, molekula) ili u nekome sustavu čestica. U fizici čvrstoga stanja (Fermijev plinski model slobodnih elektrona, teorija elektronskih vrpci u kristalima), gustoća atoma i gustoća energijskih razina golema je, oko 1026 atoma/kg ili oko 1028 atoma/m³. Kada se atomi počinju približavati i stvarati kristalnu rešetku, energijske razine pojedinačnih atoma cijepaju se i spajaju u vrpce ili pojase dopuštenih energija. Energijska razina u metalu ili poluvodiču opisana je glavnim kvantnim brojem n i dvjema orijentacijama spina ("spin-gore" i "spin-dolje"), pri čemu je svaka orijentacija zasebno stanje zbog Paulijeva načela. Prema tome, N elektrona u metalu (N je paran) rasporedit će se na: 
{\displaystyle n={\frac {N}{2}}\ }
energijskih razina, jer će u svakoj razini biti po dva elektrona. Dakle, broj stanja (elektrona) N dvostruko je veći od broja razina n:
{\displaystyle N=2\cdot n}
Čestice se u sustavu naseljavaju (razmještaju) po razinama kao razlučive (klasična Maxwell-Boltzmannova statistika) ili kao nerazlučive čestice u skladu s načelima kvantnih statistika: Fermi-Diracovoj i Bose-Einsteinovoj.